# 川村亮介
川村 亮介（かわむら りょうすけ、1991年4月6日 - ）は、日本の俳優。神奈川県出身。川村企画主宰。身長177cm。特技は空手、野球(ポジションはピッチャー)やギター、ベース、ドラム等の楽器演奏で、Red Hot Chili Peppersなどをコピーしている。他にボクシング、ダーツ、ビリヤードも特技としている。

## 略歴
- 2007年3月、浅井企画全国俳優オーディションで合格し芸能界入り。
- ショートムービー「恋のポロロン」で波瑠の相手役でデビュー。
- ケータイ小説で120万部超えのロングセラー作品「天使がくれたもの」でスクリーンデビュー。
- 舞台「新宿ミッドナイトベイビー2010」公開オーディションで、応募総数3527人の中からグランプリを獲得する。芝居初挑戦の山本モナと一緒にスポーツ紙に取り上げられる。
- 太田博監督「道」で、P-LABO映画祭2010 主演男優賞を受賞。
- SUBARUドラマティックシネマ「遺伝子ショートフィルム」のTV-CMで注目を集める。
- 2015年12月、浅井企画を退所しフリーとなる。

## 出演

### 映画
- 天使がくれたもの（2007年9月公開、中田信一郎監督） - 実 役
- 恋のポロロン（2007年12月公開、東京かれん監督） - 荒井直人 役
- 夕映え少女（2008年1月公開、船曳真珠監督）
- 片腕マシンガール（2008年5月アメリカ〜8月日本公開、井口昇監督） - 日向ユウ 役
- 錨を投げろ（2008年5月公開、船曳真珠監督） - 菊池 役
- Re:涙雨、（2008年10月公開、池田千尋監督） - タツヤ 役
- ハッピーフライト（2008年11月公開、矢口史靖監督） - 上原和人 役
- 制服サバイガール（2008年12月公開、金子大志監督） - 榎本春樹 役
- tokyo role-playing（2009年3月公開、坂牧良太監督） - 主演・矢部永太 役
- スラッカーズ（2009年5月公開、村松正浩監督） - 森田亮 役
- モノクロームの少女（2009年8月公開、五藤利弘監督） - 小林健太 役
- ツンDE-Re:my heart（2009年12月公開、勝又悠監督）
- スラッカーズ　傷だらけの友情（2009年12月公開、渡邊貴文監督）
- 半分の月がのぼる空（2010年4月公開、深川栄洋監督） - 世古口司 役
- 道（2010年4月公開、太田博監督） - 主演・ユウジ 役
- 煙をめぐる冒険（2010年8月公開、秋本健樹監督） - 津田英雄 役
- 白夜行（2011年1月公開、深川栄洋監督、ギャガ） - 菊池文彦役
- はい!もしもし、大塚薬局ですが（2011年4月公開、勝又悠監督） - 荒井秀樹 役
- JAZZ爺MEN（2011年4月公開、宮武由衣監督） - 花山次郎 役
- 僕等がいた（2012年3月公開(前篇)・4月公開(後篇)東宝、三木孝浩監督）
- 仮面ライダーフォーゼ THE MOVIE みんなで宇宙キターッ!（2012年8月公開、坂本浩一監督、東映） - 五藤東次郎 役（友情出演）
- みなさん、さようなら（2013年1月公開、中村義洋監督） - 加賀田 役
- 不安の種（2013年7月公開、長江俊和監督） - 都留 役
- ジェリー・フィッシュ（2013年8月公開、金子修介監督） - 平井祐輔 役
- 妄想女の復活愛（2013年11月公開、土屋哲彦監督） - 藤田幸治 役
- ゴーストバンド（2013年12月公開、月川翔監督） - 冬彦 役
- ホットロード（2014年8月公開、三木孝浩監督）
- はたちのクズ（2014年11月公開、鈴木夏櫻監督）
- 神さまの言うとおり（2014年11月公開、三池崇史監督）
- 空坊主（2015年2月公開、尾形卓朗監督）
- 騒音（2015年5月公開、関根勤監督）
- 好きでもないくせに（2016年9月3日） - 剛田元気 役 [1]
- 心が叫びたがってるんだ。（2017年7月22日、アニプレックス） - 岩木寿則 役
- 神さまの轍-CHECKPOINT OF THE LIFE-（2018年3月公開、作道雄監督） - 橋本康平 役
- RUN!-3films-「ACTOR」（2019年11月公開、土屋哲彦監督）

### テレビドラマ
- 死ぬかと思った 第5話（2007年、日本テレビ） - 町田聡 役
- フルスイング（2008年、NHK）
- ドラマ8「バッテリー」（2008年、NHK） - 海音寺一希 役
- 愛の劇場40周年記念番組「ラブレター」（2009年、TBS） - 蓮 役
- あり得ない!（2010年2月、毎日放送）第4話「ハマった男」 - 工藤工 役
- 激♡恋…運命のラブストーリー…（2010年4月8日〜、NHK） - 磯部哲 役
- ブカツ道「桜の園」(演劇部)（2010年4月、WOWOW）古厩智之監督
- 満福少女ドラゴネット（2010年7月 - 、テレビ神奈川） - 清水琢己 役
- 明日の光をつかめ（2010年7月5日 - 、東海テレビ） - 品田真 役
- 連続テレビドラマ 犬飼さんちの犬（2011年1月 - 、東名阪ネット6） - 大平洋 役
- LADY〜最後の犯罪プロファイル〜 Episode4・5（2011年1月28日・2月4日放送、TBS） - 戸口章宏 役
- ラッキーセブンスピンオフ 「私立探偵 真壁リュウ」（2012年1月、CSフジ、尾形竜太監督） - 鶴川 役
- 13歳のハローワーク 第7話（2012年2月24日、テレビ朝日） - 本田 役
- 推定有罪（2012年3月 - 4月、WOWOW） - 石原和樹 役
- 仮面ライダーフォーゼ 第35話・第36話（2012年5月13日・20日、テレビ朝日） - 五藤東次郎 役
- 遺留捜査 第2シリーズ 第1話（2012年7月12日、テレビ朝日） - 風間竜也 役
- 大河ドラマ 平清盛（2012年、NHK総合他） - 源朝長 役
- TOKYOエアポート〜東京空港管制保安部〜（2012年10月 - 12月、フジテレビ） - 里山 役
- ミステリーハウスII「仮面の夜」（2013年3月、NHK総合） - 大庭秋彦 役
- 牙狼-GARO- 〜闇を照らす者〜 （2013年4月〜 テレビ東京）
- 猫侍（2013年10月 - 12月、東名阪ネット6、5いっしょ3ちゃんねる） - 八五郎 役
- 下町ボブスレー（2014年、NHK総合）
- 木曜時代劇 吉原裏同心 第2話（2014年7月3日、NHK総合） - 宗助 役
- 警視庁捜査一課9係 season10 第4話（2015年5月20日、テレビ朝日） - 矢部宏人 役
- 科捜研の女 正月スペシャル（2016年1月3日、テレビ朝日）

### 舞台
- 新宿ミッドナイトベイビー（2010年7月17日〜25日、新宿文化センターホール、原作・演出：寺西一浩） - タケル 役
- 劇団VitaminX 〜Legend Of Vitamin〜 （2010年9月26日〜10月4日、前進座劇場、演出：なるせゆうせい） - サー・ジョン＝フィッシャー 役
- 降臨FIGHT（2011年4月6日〜12日、吉祥寺シアター、作・演出：まつだ壱岱） - 長門海 役
- Life pathfinder 2011（2011年8月25日〜28日、新国立劇場 THE PIT）
- 透明な雨（2013年11月13日〜18日、ギャラリー・ル・デコ、原案・プロデュース：川村亮介、作・演出：坂牧良太）
- W氏の帰れない夜（2013年4月23日〜29日、下北沢小劇場楽園、作・演出：西田シャトナー）
- ギャング アワー（2014年9月30日〜10月5日、新宿シアターモリエール、脚本：羽仁修、演出：佐野大樹）
- ぶざま（2014年12月9日〜14日、ギャラリー・ル・デコ、プロデュース：川村亮介、作・演出：坂牧良太）
- sea, she, see（2015年9月5日〜8日、VACANT原宿、脚本・演出：濱田真和）

### CM
- NIKE（2007年）- ロナウジーニョの親友 役
- SUBARUドラマティックシネマ「遺伝子ショートムービー」（2012年1月〜） - 主演・亮介 役
- 日本コカ・コーラ「コカ・コーラ 2012 ロンドンオリンピックキャンペーン」（2012年）
- 日本マクドナルド「FIFA World Cupキャンペーン」（2014年）

### ミュージックビデオ
- TEE「Together 〜つながり〜」（2012年9月3日公開、Yu-ya HARA監督）
- TEE「With You 〜ぬくもり〜」（2012年10月22日公開、Yu-ya HARA監督）

### インターネットテレビ
- Men'sCafe（2010年4月12日ゲスト、ODAIBATV）

### ネットムービー
- ネット版 仮面ライダーフォーゼ みんなで授業キターッ!（2012年） - カプリコーン・ゾディアーツの声 役

### 雑誌
- Hana*Chu（2007年）
- SEVENTEEN（2008年）
- 別冊TV-LIFE『恋メン―2008spring―』（2008年）
- NHKステラ（2008年）